# Сан Лоренцо ин Кампо
Сан Лоренцо ин Кампо (итал. San Lorenzo in Campo) је насеље у Италији у округу Пезаро и Урбино, региону Марке.
Према процени из 2011. у насељу је живело 2311 становника. Насеље се налази на надморској висини од 174 м.

## Становништво
| 1931. | 1936. | 1951. | 1961. | 1971. | 1981. | 1991. | 2001. | 2011. |
| ----- | ----- | ----- | ----- | ----- | ----- | ----- | ----- | ----- |
| 3.874 | 4.058 | 4.138 | 3.519 | 3.301 | 3.371 | 3.354 | 3.356 | 3.496 |